# HMS Witherington (D76)
«Візерінгтон» (D76) (англ. HMS Witherington (D76)) — військовий корабель, ескадрений міноносець «Адміралті» типу «W» Королівського військово-морського флоту Великої Британії за часів Другої світової війни.
«Візерінгтон» був закладений 27 вересня 1918 року на верфі компанії J. Samuel White & Company на острові Коуз. 16 січня 1919 року він був спущений на воду, а 10 жовтня 1919 року увійшов до складу Королівських ВМС Великої Британії.
З початку Другої світової війни брав активну участь у бойових діях; бився в Атлантиці. За час війни есмінець потопив німецький підводний човен U-340.
За проявлену мужність та стійкість у боях бойовий корабель заохочений трьома бойовими відзнаками.

## Історія служби
Після початку Другої світової війни есмінець виконував завдання з ескорту транспортних конвоїв у Південно-західних підходах. 5 вересня разом з «Веріті», «Волверін» і «Волонтір» супроводжували конвой GC 1 з Мілфорд-Гейвен.
11 квітня 1940 року «Візерінгтон» вийшов разом з крейсером «Каїр» та есмінцями «Волонтир», «Вірлвінд», «Вейнок» і «Хайлендер» на ескортування конвою NP 1 з британськими військами до норвезького Нарвіка.
Після зазнаної поразки у Норвегії корабель залучався до евакуації союзних військ з країни разом з есмінцями «Антілоуп», «Атерстоун», «Вайкаунт» і «Волверін».
2 листопада 1943 року разом з есмінцем «Ектів», шлюпом «Флітвуд» і патрульним літаком «Ліберейтор» атакували німецький підводний човен U-340, який викинувся на мілину і згодом затонув поблизу Танжера. 48 вцілілих з борту субмарини були підібрані іспанським траулером.